# Czarny Grzebień
Czarny Grzebień (słow. Čierny hrebeň) – odcinek północno-zachodniej grani Czarnego Szczytu w słowackiej części Tatr Wysokich, będącej fragmentem grani głównej Tatr Wysokich. Na południowym wschodzie graniczy z kopułą szczytową Czarnego Szczytu, od której odgranicza go Wyżni Czarny Karb, natomiast na północnym zachodzie od Czarnego Kopiniaka oddzielony jest Czarnym Karbem. Grań na tym odcinku wznosi się lekko w kierunku Czarnego Szczytu.
Południowo-zachodnie stoki grani opadają w kierunku Czarnego Bańdziocha – górnego piętra Doliny Czarnej Jaworowej – i wylotu Szymkowego Żlebu zbiegającego z Przełęczy Stolarczyka. Jest to piarżysto-skalisty stok, w którego dolnej części znajduje się prawy fragment Niżniego Szymkowego Ogrodu. Po stronie północno-wschodniej stoki spadają wysokim urwiskiem do Danielowego Cmentarzyska w Dolinie Jastrzębiej.
Na Czarny Grzebień nie prowadzą żadne szlaki turystyczne. Najdogodniejsze drogi dla taterników wiodą granią z sąsiednich przełęczy.
Pierwsze wejścia:
- letnie – Alfred Martin i przewodnik Johann Franz senior, 16 lipca 1907 r.,
- zimowe – Adam Karpiński i Konstanty Narkiewicz-Jodko, 4 kwietnia 1928 r.[2]